# 리 펠프스
리 펠프스(Lee Phelps, 1893년 5월 15일 ~ 1953년 3월 19일)는 미국의 배우이다.

## 영화
- 블루 가디니아 (1953년)
- 챔프 (1953년)
- 더 파머 테이크 어 와이프 (1953년)
- 카운트 더 아워스 (1953년)
- 위다웃 워닝! (1952년)
- 돌아온 돈 데어데블 (1951년)
- 투 프리즈 어 레이디 (1950년)
- 지옥문을 열어라 (1950년)
- 마천루 (1949년)
- 론 레인저 - 49년 시리즈 (1949년)
- 댓 미드나잇 키스 (1949년)
- 테이크 미 아웃 투 더 볼 게임 (1949년)
- 윈도우 (1949년)
- 조용히 나를 따라와요 (1949년)
- 화이트 히트 (1949년)
- 붉은 강 (1948년)
- 딕 트레이시 미츠 그루섬 (1947년)
- 더 미싱 레이디 (1946년)
- 틸 더 클라우즈 롤 바이 (1946년)
- 러브 래프 앳 앤디 하디 (1946년)
- 다이아몬드 호슈즈 (1945년)
- 어롱 케임 존스 (1945년)
- 브로드웨이 (1942년)
- 인 디스 아워 라이프 (1942년)
- 영웅의 여자 (1942년)
- 철완 짐 (1942년)
- 언홀리 파트너스 (1941년)
- 더 페이스 비하인드 더 마스크 (1941년)
- 스파이더 리턴즈 (1941년)
- 블루스 인 더 나잇 (1941년)
- 앤디 하디의 개인비서 (1941년)
- 맨파워 (1941년)
- 하이 시에라 (1941년)
- 댄스, 걸, 댄스 (1940년)
- 캐슬 온 더 허드슨 (1940년)
- 리틀 넬리 켈리 (1940년)
- 바보의 기쁨 (1939년)
- 발라라이카 (1939년)
- 포효하는 20년대 (1939년)
- 스윗하츠 (1938년)
- 골드 디거 인 파리 (1938년)
- 잠수함 D-1 (1937년)
- 워킹 데드 (1936년)
- 케인 앤 마블 (1936년)
- 트레일 오브 더 론섬 파인 (1936년)
- 쇼 보트 (1936년)
- 로즈 마리 (1936년)
- 아이 파운드 스텔라 패리시 (1935년)
- 렉클리스 (1935년)
- 새디 맥키 (1934년)
- 체인드 (1934년)
- 트랜서틀랜틱 메리-고-라운드 (1934년)
- 패션스 오브 1934 (1934년)
- 동물원 속의 살인자 (1933년)
- 정글의 왕 (1933년)
- 더 치프 (1933년)
- 첫 항해 (1933년)
- 레티 린턴 (1932년)
- 브론디 오브 더 폴리스 (1932년)
- 빨간 머리 여자 (1932년)
- 미국의 광기 (1932년)
- 로컬 보이 메이키스 굿 (1931년)
- 플레잉 하이 (1931년)
- 50 밀리언 프렌치맨 (1931년)
- 안나 크리스티 (1931년)
- 챔프 (1931년)
- 공공의 적 (1931년)
- 데이 러니드 어바웃 위민 (1930년)
- 푸틴 온 더 리츠 (1930년)
- 플로로도라 걸 (1930년)
- 어 레이디스 모랄스 (1930년)